# سام أوبري
سام أوبري (بالإنجليزية: Sam Aubrey)‏ هو مدرب كرة سلة أمريكي، ولد في 15 يونيو 1922 في سابولبا في الولايات المتحدة، وتوفي في 5 مايو 2008.